# رافاييل بينيدا
رافاييل بينيدا (بالإسبانية: Rafael Pineda)‏ (12 يناير 1966 في كولومبيا - ) هو ملاكم كولومبي.

## روابط خارجية
- رافاييل بينيدا على موقع بوكس ريك (الإنجليزية) (registration required)